# روبرت كارنيس
روبرت كارنيس (بالإنجليزية: Robert Karnes)‏ هو ممثل أمريكي، ولد في 19 يونيو 1917 في الولايات المتحدة، وتوفي بنفس المكان في 4 ديسمبر 1979.

## وصلات خارجية
- روبرت كارنيس على موقع IMDb (الإنجليزية)
- روبرت كارنيس على موقع تيرنر كلاسيك موفيز (الإنجليزية)
- روبرت كارنيس على موقع أول موفي (الإنجليزية)
- روبرت كارنيس على موقع قاعدة بيانات الفيلم (الإنجليزية)